# Cytinus baronii
Cytinus baronii là một loài thực vật có hoa trong họ Cytinaceae. Loài này được Baker f. mô tả khoa học đầu tiên năm 1888.